# Lienlas
Lienlas ist ein Gemeindeteil der Gemeinde Kirchenpingarten im Landkreis Bayreuth (Oberfranken, Bayern). Die Gemarkung Lienlas hat eine Fläche von 7,341 km². Sie ist in 1049 Flurstücke aufgeteilt, die eine durchschnittliche Fläche von 6998,57 m² haben. In ihr liegen neben dem namensgebenden Ort die Gemeindeteile Dennhof, Fuchsendorf, Grub, Herrnmühle und Schmetterslohe.

## Geographie
Das Dorf Lienlas liegt am östlichen Talrand der Haidenaab zweieinhalb Kilometer östlich vom Hauptort Kirchenpingarten. Es hatte 2002 137 Einwohner und besteht aus 32 Häusern, darunter einer Schmiede, neun Bauernhöfen und einer Mühle.

## Name
Der Name des Ortes wandelte sich von „Junzlens“ (1350) über „Wernleß“ (1616) und 1622 „Liendlaß“ zu Lienlas.

## Geschichte
Lienlas wurde von Slawen gegründet. Bereits 1003 gab es erste Unterlagen über den Ort. In der zweiten Hälfte des 14. Jahrhunderts sind Güter in Lehenbüchern der Landgrafen von Leuchtenberg in „Junzlens“, wie Lienlas zu jener Zeit hieß, verzeichnet.
1488 gab es in Lienlas vier Höfe, drei Herbergen und eine Mühle. 1554 gelangte es an die Familie Dietz aus Weidenberg, deren Angehörige bis 1679 ununterbrochen die Gutsherren von Lienlas waren. 1595 wurde die Familie Dietz in den Adelsstand erhoben. Bei Beginn des 16. Jahrhunderts besaß die Familie von Sparrenberg Lienlas. 1679 wurde Lienlas in zwei Hälften geteilt. Eine Hälfte mit Fuchsendorf fiel an die Familie Schreyer von Blumenthal, in die eine der beiden Töchter des Hans Dietz eingeheiratet hatte. Die zweite Tochter bekam die zweite Hälfte. Sie war mit Sebastian Grüner von Altenredwitz verheiratet. 80 Jahre blieb Lienlas getrennt. Später erbte Johann Kaspar Grüner von der Grün die Höfe und Grundstücke.
1881 wurde das Schulhaus erbaut und fünf Jahre später die Freiwillige Feuerwehr gegründet. Unter Leitung von Bürgermeister Sieber aus Dennhof wurde ein Spritzenhaus aus Sandstein erbaut, das bis 1959 seinen Dienst tat.

Lienlas nach der Brandkatastrophe von 1904

Am 3. August 1904 gegen 21 Uhr wurde in einem Lienlaser Stall auf dem Boden liegende Streu angezündet, der Täter konnte jedoch nicht identifiziert werden. Bereits nach einer Stunde brannte der Ort, dessen aus Holz gebaute Häuser dicht beieinander standen, lichterloh. Bei der Katastrophe waren auch Feuerwehren aus Ahornberg, Immenreuth, Kirchenpingarten, Tressau, Reislas, Weidenberg und Kemnath im Einsatz. Nur sechs Häuser konnten gerettet werden, mehr als 100 Menschen wurden obdachlos. Der Schaden betrug 100.000 Mark. Für Spenden setzten sich Pfarrer Wiesbeck aus Kirchenpingarten und Bezirksamtmann Mitelberger ein. Innerhalb weniger Tage wurde ein Hilfskomitee ins Leben gerufen, und eine Welle der Hilfsbereitschaft setzte ein. Selbst der bayerische Prinzregent Luitpold von Bayern gab „für die Abgebrannten von Lienlas ... allergnädigst“ 500 Mark.
Die Gemeinde Lienlas hatte 1964 eine Fläche von 733,63 Hektar und bestand aus den Orten Dennhof, Fuchsendorf, Grub, Herrnmühle, Lienlas und Schmetterslohe und hatte 270 Einwohner, davon 133 im Dorf Lienlas. Am 1. Januar 1972 wurde Lienlas in die Gemeinde Kirchenpingarten eingegliedert.
1896 wurde durch den damaligen Lehrer Memel die erste Kapelle in Lienlas aus Holz erbaut. 1982 wurde die zweite Kapelle gebaut. Michael Scherm legte nach Anordnung von Heribert Melzner den Grundstein. Seit 1995 ist Lienlas an die Kanalisation in Tressau angeschlossen; am Ortseingang wurde ein Löschwasserteich angelegt.

## Baudenkmäler
- Steinmarterl um 1719 errichtet[10]
- spätmittelalterliche Steinkreuz[10]

## Veranstaltungen und Vereine
Neben der seit über 125 Jahren bestehenden Freiwilligen Feuerwehr existiert in Lienlas ein Kapellenbauverein.